# Lugdunaam
Lugdunaam (van het Lat. Lugdunum, Lyon) is een kunstmatige zoetstof die wordt beschouwd als de krachtigste zoetstof voor de mens. Lugdunaam werd in 1996 ontwikkeld aan de Universiteit van Lyon. Een hoeveelheid lugdunaam is ongeveer 230.000 maal zoeter dan eenzelfde hoeveelheid sacharose (gewone suiker).
Lugdunaam behoort tot een groep van derivaten van guanidine. Andere krachtige zoetstoffen in deze groep zijn:
- carrelaam (ca. 200.000 zoeter dan sacharose)
- sucro-octaat (160.000)
- sucrononaat (200.000)
- bernardaam (200.000)

Ter vergelijking: aspartaam is ongeveer 170 keer zoeter dan suiker, stevioside tot 300 keer en sucralose ongeveer 1160 keer.
Het is niet bekend of deze stoffen in aanmerking komen om in voedingswaren gebruikt te worden; dat hangt af van andere factoren zoals hun eventuele toxiciteit, nasmaak, ... Het is wel geopperd dat ze kunnen dienen als additief in varkensvoer, om de slechte smaak van andere additieven te verbergen.

## Synthese
Lugdunaam kan gesynthetiseerd worden via combinatoriële chemie.